# باغ گلدانی (کانتینر)

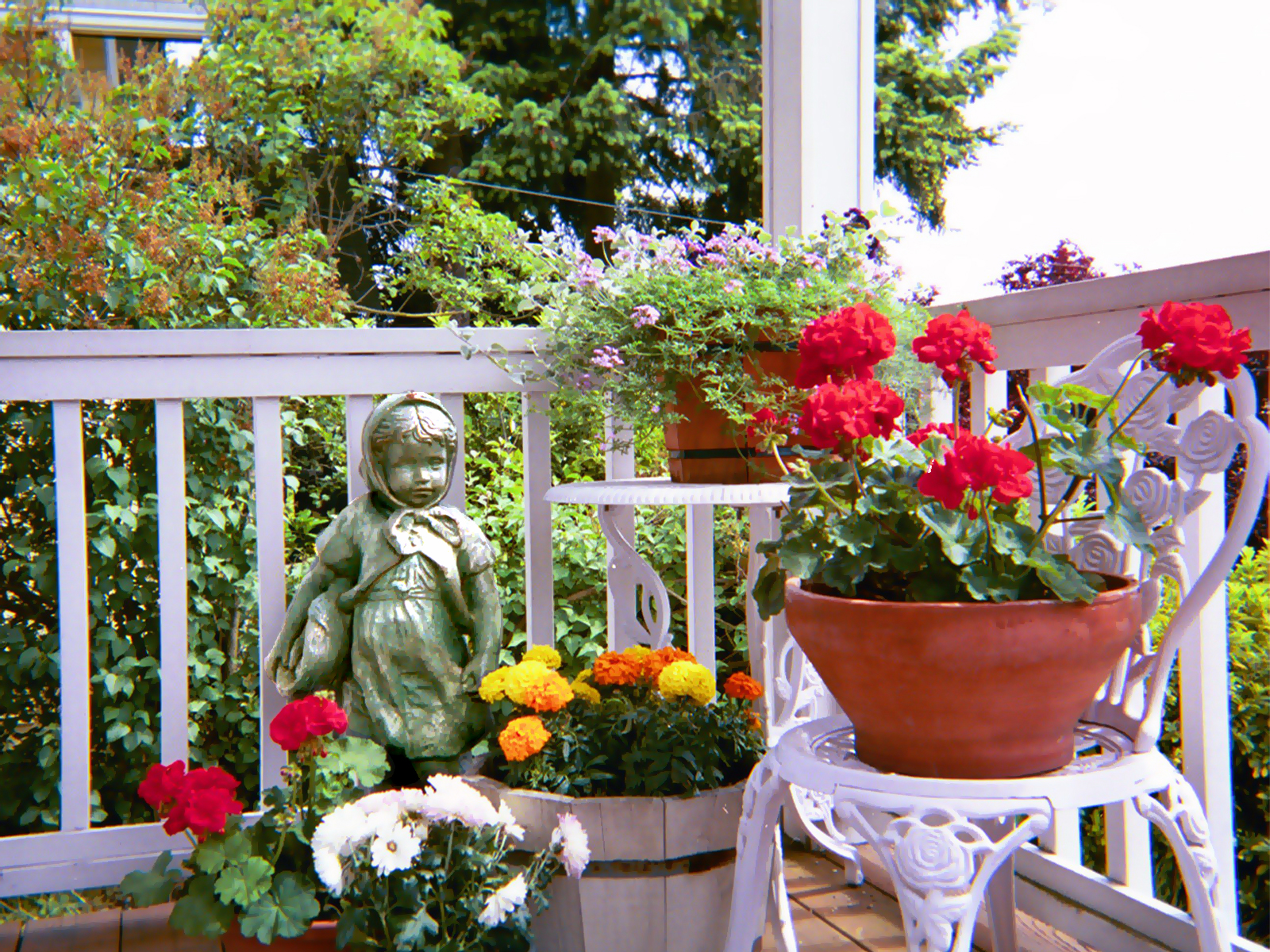
باغی از گلدان در ایوان جلویی یک منزل

باغ کانتینری یا باغبانی / زراعت گلدانی (به انگلیسی: Container gardening or pot gardening/farming) روشی است که گیاهان از جمله گیاهان خوراکی را بجای کاشت در زمین، منحصراً در ظروف پرورش می‌دهند. کانتینر یا ظرف که همان گلدان باشد در این نوع باغبانی کوچک، محصور و معمولاً قابل حمل است که برای نگهداشت گلها یا گیاهان زنده استفاده می‌شود. ممکن است به شکل گلدان، جعبه، وان، سبد، بشکه یا سبد آویز باشد.

## مواد و روش‌ها

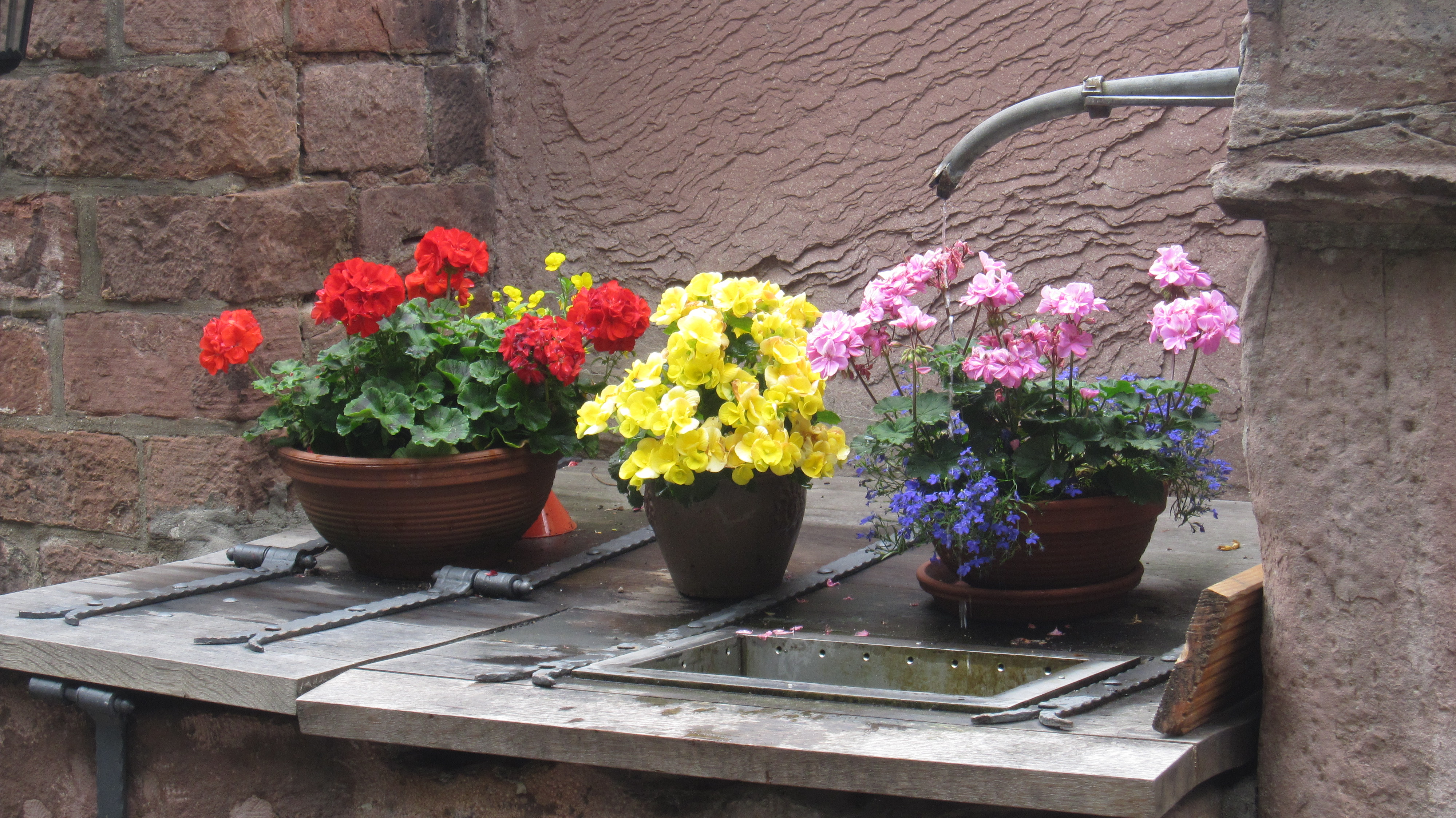
باغ کانتینری یا باغبانی / زراعت گلدانی

گلدان‌ها به‌طور سنتی از سفال ساخته می‌شدند اما امروزه بیشتر به صورت پلاستیکی یا سیمانی تولید می‌شوند. معمول‌ترین آنها گلدان‌های کوچک مستطیل یا مربع شکلی هستند که جلو پنجره قرار گرفته و گلها و گیاهان درون آن‌ها کاشت می‌شوند. در بیشتر موارد، این روش برای اهداف تزئینی استفاده می‌شود. البته در مناطقی که خاک یا آب و هوای مناسب برای رشد گیاه یا محصول ندارند نیز مفید است. استفاده از این ظرف‌ها به‌طور کلی برای گیاهان خانگی ضروری است بخصوص باغهای روی پشت بام منازل. فضای رشد محدود که کف آن عایق بندی شده‌است نیز می‌تواند گزینه جذابی برای باغبانها باشد. ضمناً، این روش برای کشاورزی شهری و باغبانی شهری همچنین در بالکن‌های آپارتمان‌ها و ایوان منازل متداول است هنگامی که فردی علاقه به باغبانی دارد اما به زمین دسترسی ندارد این بهترین گزینه برای اوست.

## گیاه‌های قابل پرورش
انواع مختلفی از گیاهان برای کاشت در این گلدان مناسب هستند، از جمله گل‌های تزئینی، سبزیجات، کاکتوس‌ها و درختان کوچک و درختچه‌ها. در صورت وجود نور و تهویه مناسب، گیاهان خوراکی مانند جعفری، گوجه فرنگی، اسفناج یا روگولا را حتی می‌توان در داخل خانه پرورش داد. در تراس‌های بیرونی، گزینه‌های خوراکی شامل ریحان، رزماری، آویشن، شوید، پونه کوهی، هویج، تربچه، انیسون، مرکبات، نعناع و … را می‌توان پرورش داد.

## کاشت

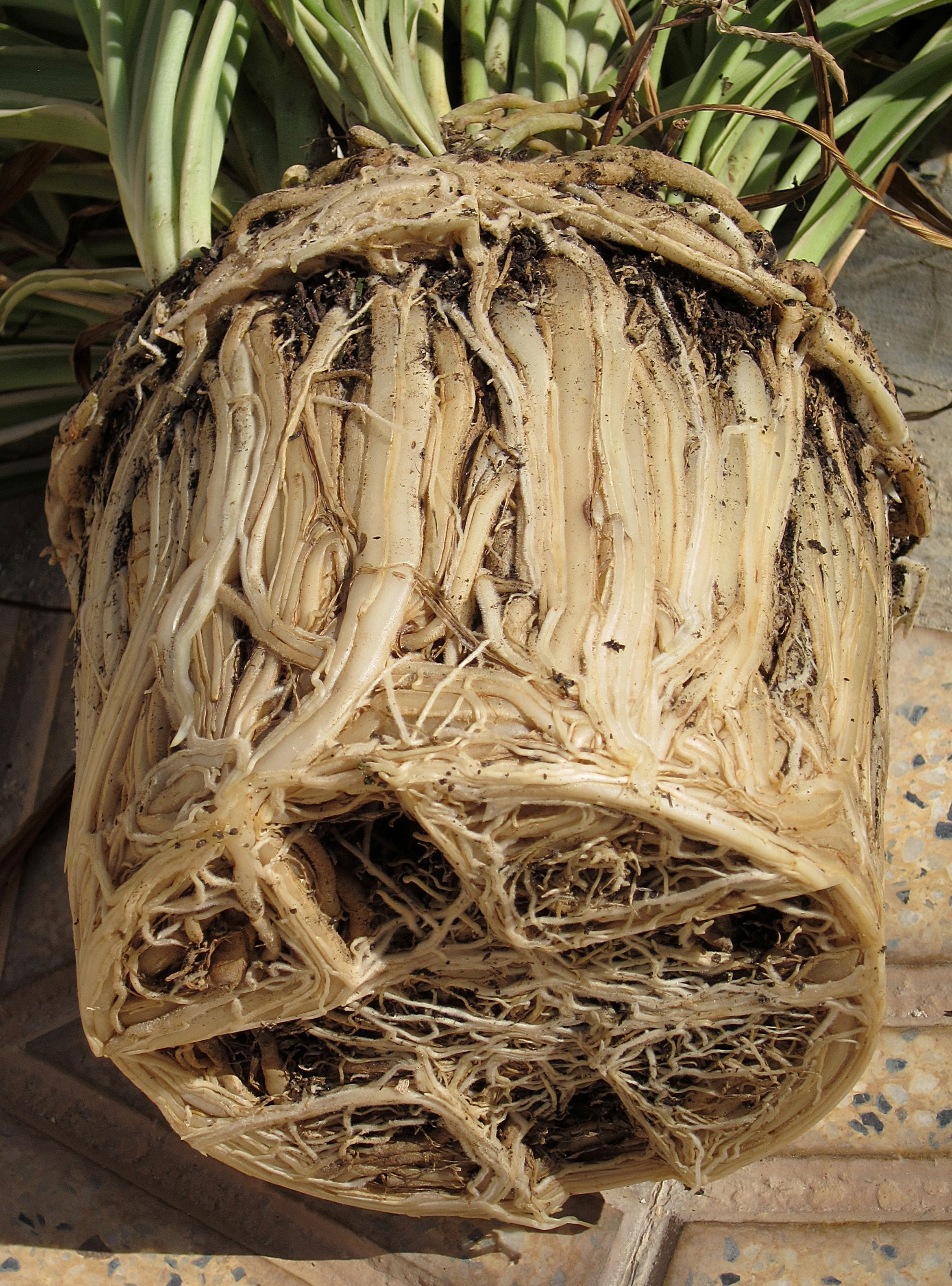
ریشه گیاه

این ظروف از گلدان‌های پلاستیکی ساده، تا گلدانهای بزرگ سیمانی با کف عایق کاری شده با سیستم‌های آبیاری خودکار پیچیده را شامل می‌شوند. این انعطاف‌پذیری در طراحی دلیل دیگری است که باغبانی کانتینر در بین تولیدکنندگان محبوب است. آنها را می‌توان در ایوان‌ها، پله‌های جلویی و - در مکان‌های شهری - در پشت بام‌ها یافت. آبیاری از کف (SIP) نوعی گلدان است که ممکن است در باغ‌های کانتینری استفاده شود. مواد تشکیل دهنده گلدان باید سست باشد تا اجازه دهند هوا را برای تنفس ریشه‌ها فراهم کند و از پوسیدگی ریشه جلوگیری کند.

## تعویض گلدان
تعویض گلدان عبارت است از قرار دادن گیاه یک گلدان در گلدان بزرگ یا کوچکتر دیگر، به‌طور معمول از گلدانی متناسب با ریشه گیاه استفاده می‌شود. گیاهان معمولاً با توجه به اندازه ریشه آنها دوباره گلدان می‌شوند. گلدان بیشتر گیاهان هر چند سال یکبار باید تعویض شوند، ریشه‌های گیاهان می‌توانند محیط اطراف خود را حس کنند، از جمله اندازه گلدان موجود در آن، و افزایش اندازه گلدان باعث می‌شود که اندازه گیاه به‌طور متناسب افزایش یابد.

## مزایای
پرورش گیاهان در ظروف مزایای بسیاری دارد، یعنی:
- خطر کمتر ناشی از بیماری منتقل شده از خاک.
- مشکلات علف‌های هرز را به‌طور جدی برطرف می‌کند.
- باغبان کنترل بیشتری بر رطوبت، نور خورشید و دما دارد.

## نگارخانه

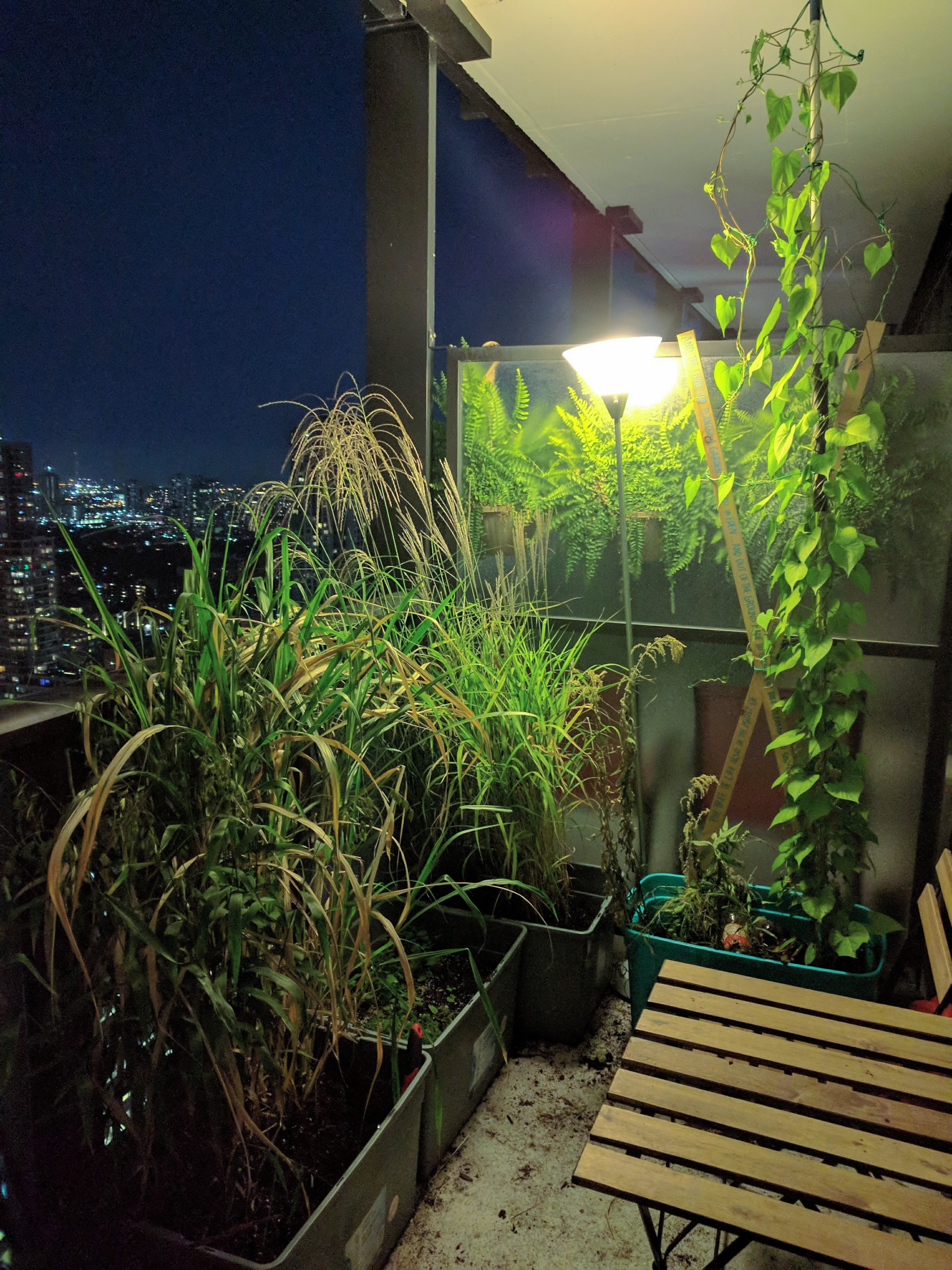
نمای شب یک بالکن که در آن باغ گلدانی ایجاد شده
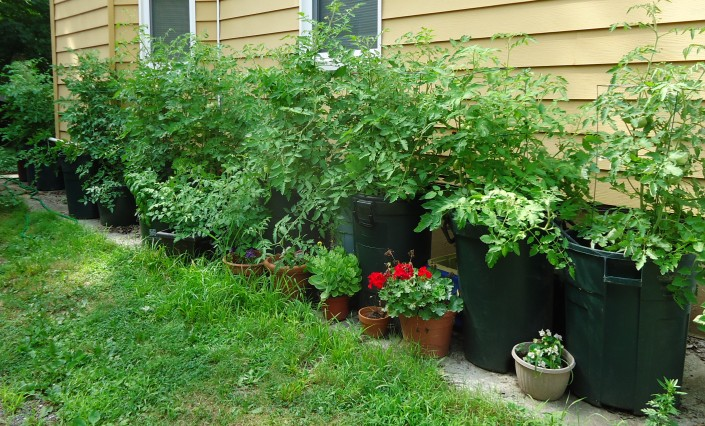
گیاهان گوجه فرنگی که در یک مزرعه گلدانی در کنار یک خانه کوچک
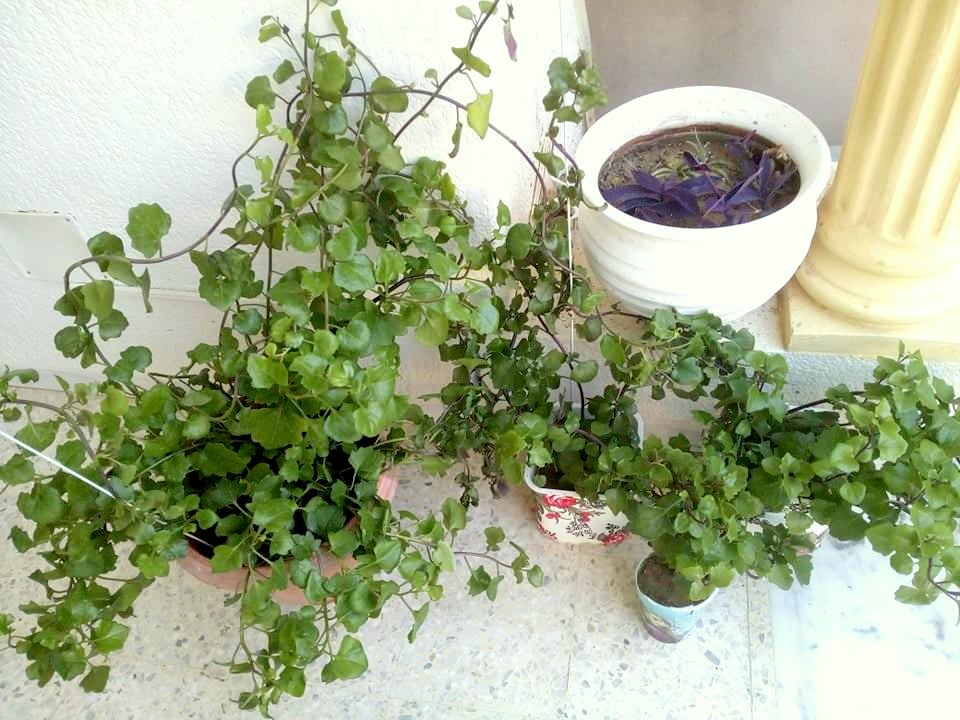
سنسیو آنگولاتوس که در گلدان‌های سفالی و پلاستیکی در یک ایوان در حال رشد است